# Ammanford
Ammanford (wal. Rhydaman) – miasto w Walii położone w hrabstwie Carmarthenshire, u zbiegu rzek Loughor, Amman i Lash.
Populacja: 5 299 mieszkańców (według spisu z 2001 roku), w tym ponad 75% ludności walijskojęzycznej.
Powstanie osadnictwa oraz dalszy rozwój miasta ściśle wiąże się z rozwojem wydobycia węgla kamiennego w okolicach Ammanford w XIX i XX wieku. Nazwę nadano miastu w roku 1880. W drugiej połowie lat 70. XX wieku okoliczne kopalnie zamknięto. Obecnie Ammanford stanowi głównie centrum handlowo-usługowe dla okolicznych wsi.